# トマトさん
『トマトさん』は、にしみやおさむによる日本の4コマ漫画作品である。

## 概要
岐阜新聞をはじめとした地方紙に、毎日、少なくとも1986年頃から2009年3月31日までは連載されていた。
三省堂の平成14年度版の中学校2年生向け教科書『現代の国語』にて新聞に掲載されている4コマ漫画として取り上げられたことがある。
2009年3月31日に登場人物が読者に向けて挨拶をする最終話が掲載された